# DragonForce

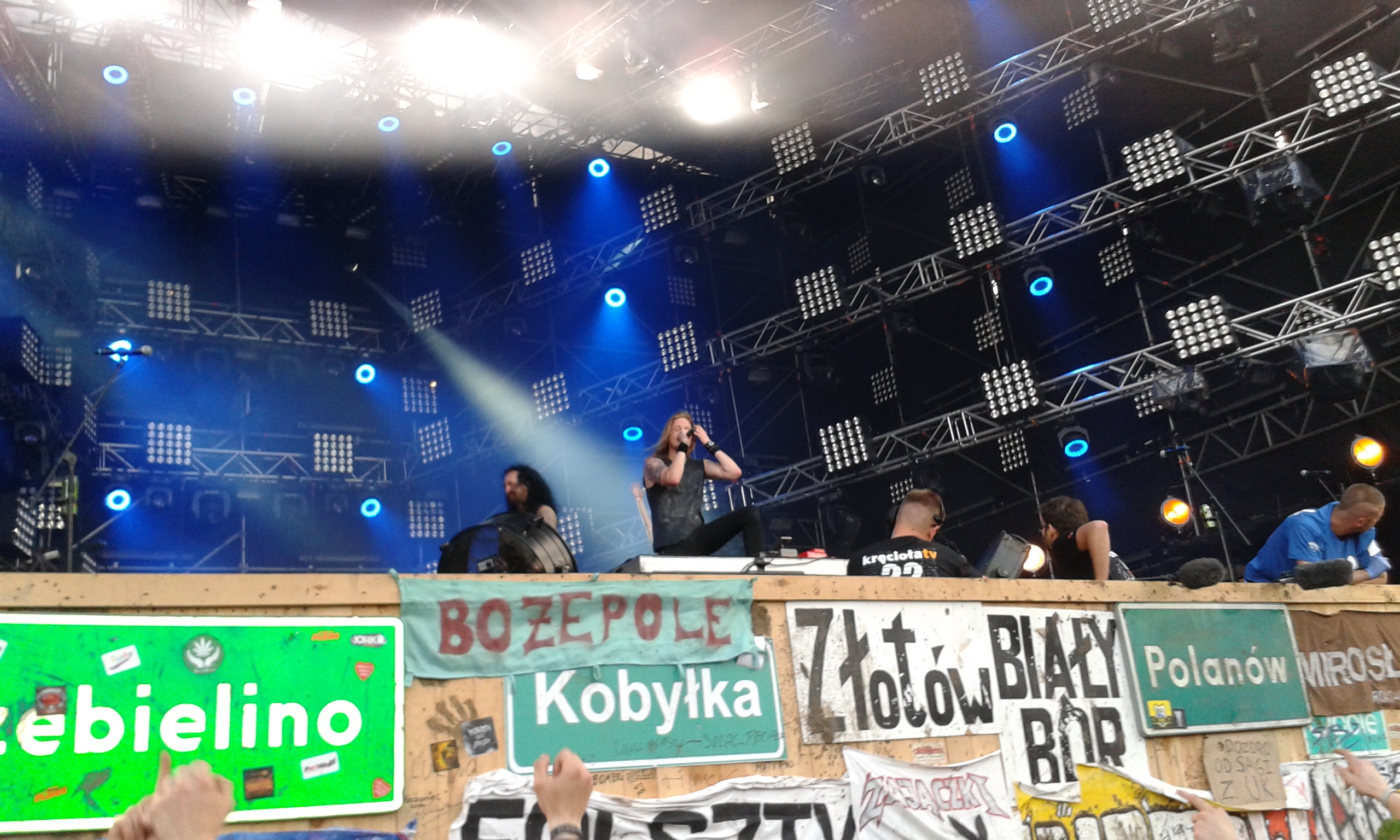
DragonForce na 22. Przystanku Woodstock (2016)

DragonForce (czasami nazwa zapisywana jako Dragonforce) – zespół muzyczny z Londynu grający power metal.

## Historia
Zespół został założony we wrześniu 1999 roku i wcześniej znany jako DragonHeart. Zespół zmienił nazwę w grudniu 2001 roku, by uniknąć pomyłek z innym zespołem, firmą fonograficzną i filmem pod tymże tytułem.
Zespół tworzy dwóch gitarzystów, Herman Li i Sam Totman, oraz klawiszowiec Vadim Pruzhanov. Ten skład został uzupełniony przez basistę Freda Leclerq i perkusistę Davida Mackintosha. Muzycy pochodzą z wielu regionów świata – Hongkongu, Anglii, Nowej Zelandii, Południowej Afryki, Ukrainy.
Wczesna muzyka DragonForce to nowoczesny power metal. Z czasem ich styl wyewoluował i stworzyli charakterystyczne dla siebie brzmienie. Poprzez połączenie wielu gatunków muzycznych, jak np.  heavy metalu, power metalu, speed metalu, thrash metalu, death metalu, hard rocka, a także muzyki z gier komputerowych. Swą twórczość zespół określa jako ekstremalny power metal.
Dobrze znana w metalowym podziemiu przez kilka lat, grupa zaczęła od wyprodukowanego samodzielnie dema, które zostało ściągnięte ponad pół miliona razy. DragonForce koncertował towarzysząc takim zespołom jak Halford, Stratovarius czy Virgin Steele i grając koncerty w Anglii, nie mając jeszcze nagranego albumu.
Ich debiutancki album, Valley of the Damned, uplasował się na trzeciej pozycji na liście Burn! w Japonii (pierwszy był Marilyn Manson, drugie miejsce zajął zespół Helloween).
Potem zespół został zaproszony na pierwszą trasę do Azji Południowo-Wschodniej, gdzie mieli swoje własne show w Tajlandii, grali przed Helloween w Japonii i zagrali przed zaproszoną publicznością na Tajwanie.
Dorównywały temu świetne recenzje i wyniki sprzedaży ich albumu w Europie, a grupa była wciąż zapraszana na prestiżowe festiwale, takie jak Sweden Rock, Torres Rock w Hiszpanii, Young Metal Gods w Niemczech czy Bloodstock w Anglii. W samej Finlandii DragonForce znalazł się w Top 20 nowych artystów obok Beyonce, The Darkness i 50 Cent. W Japonii w dorocznym głosowaniu Burn! DragonForce zajął 3. miejsce w kategorii "największa nadzieja" oraz 11. miejsce za najlepszy album roku 2003 – Valley of the Damned, a gitarzysta Herman Li znalazł się na liście najlepszych gitarzystów. W Young Guitar Magazine DragonForce zajął 10. miejsce za najlepszy album i był w Top 20 najlepszych zespołów.

## Muzycy
| Obecny skład zespołu - Herman Li – gitara, wokal wspierający (od 1999) - Sam Totman – gitara, wokal wspierający (od 1999) - Alicia Vigil – gitara basowa, wokal wspierający (od 2020) - Gee Anzalone – perkusja, wokal wspierający (od 2014) - Marc Hudson – śpiew (od 2011) | Byli członkowie zespołu - ZP Theart – wokal prowadzący (1999–2010) - Steve Scott – gitara basowa, wokal wspierający (1999–2000) - Steve Williams – keyboard, wokal wspierający (1999–2000, 2000) - Matej Setinc – perkusja (1999) - Didier Almouzni – perkusja (1999–2003) - Diccon Harper – gitara basowa, wokal wspierający (2000–2003) - Adrian Lambert – gitara basowa (2003–2005) - Dave Mackintosh – perkusja, wokal |

Oś czasu

## Dyskografia
Albumy
| Rok                            | Tytuł                                                                       | Pozycja na liście | Pozycja na liście | Pozycja na liście | Pozycja na liście | Pozycja na liście | Pozycja na liście | Certyfikat          |
| Rok                            | Tytuł                                                                       | USA               | UK                | JPN               | SWE               | AUT               | DEU               | Certyfikat          |
| ------------------------------ | --------------------------------------------------------------------------- | ----------------- | ----------------- | ----------------- | ----------------- | ----------------- | ----------------- | ------------------- |
| 2003                           | Valley of the Damned - Data: 27 stycznia 2003 - Wydawca: Noise Records      | –                 | –                 | 75                | –                 | –                 | —                 |                     |
| 2004                           | Sonic Firestorm - Data: 11 maja 2004 - Wydawca: Noise Records               | –                 | –                 | 34                | –                 | –                 | —                 |                     |
| 2006                           | Inhuman Rampage - Data: 9 stycznia 2006 - Wydawca: Roadrunner Records       | 103               | 70                | 32                | 54                | –                 | —                 | - UK: złota płyta   |
| 2008                           | Ultra Beatdown - Data: 20 sierpnia 2008 - Wydawca: Roadrunner Records       | 18                | 18                | 9                 | 50                | 62                | —                 | - UK: srebrna płyta |
| 2012                           | The Power Within - Data: 15 kwietnia 2012 - Wydawca: Roadrunner Records     | 74                | 40                | 16                | 43                | 53                | 45                |                     |
| 2014                           | Maximum Overload - Data: 18 sierpnia 2014 - Wydawca: Metal Blade Records    | 62                | 44                | 14                | –                 | 46                | 20                |                     |
| 2017                           | Reaching into Infinity - Data: 19 maja 2017 - Wydawca: Metal Blade Records  | 70                | 69                | 14                | –                 | 34                | 27                |                     |
| 2019                           | Extreme Power Metal - Data: 27 września 2019 - Wydawca: Metal Blade Records | –                 | 93                | 26                | –                 | 42                | 34                |                     |
| "—" pozycja nie była notowana. |                                                                             |                   |                   |                   |                   |                   |                   |                     |

Albumy koncertowe
| Rok  | Tytuł                                                                   | Pozycja na liście |
| Rok  | Tytuł                                                                   | JPN               |
| ---- | ----------------------------------------------------------------------- | ----------------- |
| 2010 | Twilight Dementia - Data: 8 września 2010 - Wydawca: Roadrunner Records | 83                |

Albumy wideo
| Rok  | Tytuł                                                                             | Pozycja na liście |
| Rok  | Tytuł                                                                             | USA               |
| ---- | --------------------------------------------------------------------------------- | ----------------- |
| 2015 | ‘IN THE LINE OF FIRE’… Larger than Live - Data: 10 lipca 2015 - Wydawca: EarMusic | 16                |

## Teledyski
| Rok  | Tytuł                         | Reżyseria    | Album               |
| ---- | ----------------------------- | ------------ | ------------------- |
| 2006 | "Through The Fire And Flames" | Julian Reich | Inhuman Rampage     |
| 2006 | "Operation Ground And Pound"  | Adam Mason   | Inhuman Rampage     |
| 2008 | "Heroes Of Our Time"          | —            | Ultra Beatdown      |
| 2008 | "The Last Journey Home"       | —            | Ultra Beatdown      |
| 2012 | "Cry Thunder"                 | —            | The Power Within    |
| 2012 | "Seasons"                     | —            | The Power Within    |
| 2019 | "Highway to Oblivion"         | —            | Extreme Power Metal |
| 2019 | "Heart Demolition"            | —            | Extreme Power Metal |
| 2019 | "Razorblade Meltdown"         | —            | Extreme Power Metal |

## Nagrody i wyróżnienia
| Rok  | Nagroda      | Kategoria                                         | Uwagi     |
| ---- | ------------ | ------------------------------------------------- | --------- |
| 2009 | Grammy Award | Best Hard Rock Performance ("Heroes of Our Time") | Nominacja |